# Stadion An der alten Försterei
Het Stadion An der alten Försterei (ook kortweg de Alte Försterei genoemd) is een voetbalstadion in de Duitse hoofdstad Berlijn. De voetbalclub 1. FC Union Berlin, die uitkomt in de Bundesliga, speelt in het stadion zijn thuiswedstrijden. Het stadion heeft 18.395 staanplaatsen en 3.617 overdekte zitplaatsen en bevindt zich in het stadsdeel Köpenick in het zuidoosten.
Het stadion werd in 1920 in gebruik genomen door SC Union 06 Oberschöneweide, een voorganger club van het huidige 1. FC Union Berlin. 
In 2023 maakte de club bekend dat er plannen waren om het stadion grondig te renoveren na het seizoen 2024/2025. Union Berlin zou volgens die plannen ook tijdelijk naar het Olympiastadion in Berlijn verhuizen.

## Geschiedenis

### Sportplatz Sadowa
Het stadion werd in 1920 gebouwd als vervangend stadion voor SC Union Oberschöneweide, dat zijn vorige terrein aan de Oberschöneweider Wattstraße  moest verlaten voor woningbouw. Het nieuwe stadionterrein en het bosbouwkantoor waaraan het zijn naam ontleende lagen in de toen nog zelfstandige gemeente Köpenick, zij het op nog geen 300 meer van de grens met Oberschöneweide. De eerste wedstrijd vond plaats op 7 maart 1920, waarin Union Oberschöneweide en BTuFC Viktoria 89 met 1:1 gelijk speelden. De officiële openingsceremonie vond iets later plaats op 7 augustus 1920 met een wedstrijd tussen de toenmalige kampioenen van Berlijn Union (let op: Oberschöneweide maakte pas vanaf 1 oktober 1920 deel uit van Berlijn) en de regerende Duitse kampioen 1. FC Nürnberg (1:2) voor ongeveer 7.000 toeschouwers. De capaciteit van het stadion was op dat moment 10.000 toeschouwers, inclusief 200 zitplaatsen.
Aanvankelijk stond de locatie bekend als "Sadowa-Platz". Sadowa was de naam van een nabijgelegen restaurant, genoemd naar een veldslag in de Pruisisch-Oostenrijkse oorlog van 1866, en tot 1929 de naam van het nabijgelegen treinstation Wuhlheide. Geleidelijk aan ontstond echter de officiële naam. Deze naam kwam van de boswachtershut naast het veld, die de “Alte Försterei” werd genoemd. De thuisbasis bevond zich daarom op An der Alten Försterei.
Het stadion, dat in de jaren 1930 en 1940 ook wel “Blumentopp” werd genoemd (deze naam was ook afgeleid van een naburig café), bleef lange tijd onveranderd. Daarom verhuisde SC Union voor de finales van het Duitse kampioenschap herhaaldelijk naar grotere stadions in Berlijn, zoals het Grunewaldstadion. De grootste opkomst van de club op de Wuhlheide was in 1937 voor de wedstrijd tegen Berliner SV 92, toen er 8.235 fans aanwezig waren.

### Uitbouw van het stadion
Het stadion kwam zo goed als ongeschonden uit de Tweede Wereldoorlog en op 1 juli 1945 kon het veld alweer gebruikt worden voor het nieuwe seizoen. Van 1952 tot 1955 werd het stadion gerenoveerd. Intussen was de naam van de club veranderd in Motor Oberschöneweide. In 1957 werd dit TSC Oberschöneweide en in 1963 TSC Berlin. In 1966 werd uiteindelijk werd uiteindelijk de FC 1. FC Union Berlin opgericht.
Halverwege de jaren 60 waren er opnieuw plannen om het stadion uit te breiden. Er zou onder andere een schijnwerpersysteem worden geïnstalleerd, maar dit werd niet gerealiseerd. Desondanks werden tussen 1968 en 1970 de staantribune op het rechte stuk en de zittribune op de hoofdtribune uitgebreid en werden er een omroepershok en extra trainingsvelden gebouwd. Tijdens de verbouwingsfase in het seizoen 1969/70 speelde 1. FC Union op het veld van BSG KWO Berlin. Na de verbouwing bereikte het stadion een toeschouwerscapaciteit van ongeveer 15.000 toeschouwers.
Verdere uitbreidings- en moderniseringsmaatregelen volgden in 1979, toen werd begonnen met de uitbreiding van de achterste tribunes aan de noord- en zuidkant. Het werk duurde tot 1983. In deze periode werd de capaciteit vergroot tot 25.500 toeschouwers (inclusief 1.800 zitplaatsen), het veld werd vernieuwd en er werd een omroepershuis met een verlicht scorebord gebouwd. Tijdens de bouwwerkzaamheden van augustus tot november 1981 gebruikte Union het Stadion der Weltjugend vijf wedstrijden als thuisbasis. In de jaren 80 werd ook het bezoekersrecord gevestigd dat vandaag de dag nog steeds staat. Afhankelijk van de bron was dit op 23 mei 1984 met 22.500 toeschouwers in de beslissende wedstrijd tegen Chemie Leipzig om ervoor te zorgen dat de club in de DDR Oberliga bleef of op 21 juni 1986 met 23.000 toeschouwers in de Intertoto Cup-wedstrijd tegen Bayer 05 Uerdingen.
Na de hereniging werd het voormalige staatsstadion eigendom van de Berlijnse senaat. Net als Union had de Senaat niet de financiële middelen om het stadion te renoveren, waardoor het in de daaropvolgende jaren steeds meer aan modernisering toe was. Hoewel het stadion een elektronisch scorebord kreeg van een sponsor, werd dit in 1991 door de exploitant ontmanteld. Sindsdien werd de score handmatig weergegeven op pegboards, die nu een cultstatus hebben onder Union-fans als anachronisme. Door de integratie in het West-Duitse voetbal verzeilde de club nu ook in de derde klasse. 

### Niet-gerealiseerde plannen
In de jaren 1990 werden er echter geen verdere uitgebreide werkzaamheden uitgevoerd en in plaats daarvan waren er herhaaldelijk plannen om het stadion uit te breiden of te herbouwen. Als onderdeel van de kandidatuur van Berlijn voor de Olympische Zomerspelen van 2000 zou een stadion met 32.000 zitplaatsen worden gebouwd met de naam Hanne-Sobek-Stadion. Toen Union in 2000 nog kans maakte op promotie naar de tweede Bundesliga werd een verhuizing naar het Friedrich-Ludwig-Jahn-Sportpark, dat niet populair was bij de fans, ook overwogen. Als reden werd opgegeven dat het stadion niet kon voldoen aan de eisen van de DFB. Als gevolg hiervan werd de toeschouwerscapaciteit ook verlaagd naar 18.100 zitplaatsen. De eerste moderniseringswerkzaamheden vonden plaats in 2000, toen een schijnwerpersysteem werd geïnstalleerd en een overdekte tribune werd gebouwd (de kuipstoelen waren overgebleven van de renovatie van het Olympisch Stadion in Berlijn).
De locatie bleef niet voldoen aan de eisen van de DFB en daarom kreeg de club alleen een tijdelijke wedstrijdvergunning voor de Alte Försterei na de succesvolle promotie naar de tweede divisie in 2001. Als verliezend bekerfinalist mocht de club in 2001/02 deelnemen aan de UEFA Cup, ondanks dat het een tweedeklasser was. Hiervoor week de club uit naar het Jahnsportpark. Na de promotie waren er opnieuw plannen om een nieuw stadion te bouwen. De toenmalige voorzitter van Union, Heiner Bertram, speculeerde ook over een nieuw gebouw in Berlin-Mitte. Daarom richtten de fans van Union een initiatief op om het terrein van de Alte Försterei te behouden - proAF. Korte tijd later zou er in 2006 een nieuw stadion met een capaciteit van 30.000 toeschouwers worden gebouwd, maar dit mislukte vanwege de hoge schuldenlast van de club en de degradatie naar de Oberliga in 2005. Dit project van Bertram werd ook bekritiseerd door de fans, omdat het slechts 10.000 staanplaatsen zou hebben. 
In januari 2007 kondigde de club de plannen aan voor de lang uitgestelde modernisering van het stadion. Deze plannen omvatten de renovatie van de staantribunes en de bouw van een nieuwe hoofdtribune. De voorwaarde voor het bouwproject was de overdracht van het stadionterrein van de staat Berlijn aan 1. FC Union voor de symbolische prijs van één euro (de marktwaarde van het terrein was ongeveer 1,89 miljoen euro). Dit project kon echter niet worden gerealiseerd. Nadat de sportcommissie van het Berlijnse Huis van Afgevaardigden de verkoop in januari 2007 aanvankelijk had goedgekeurd, moest het project in juli 2007 door de Europese Unie worden onderzocht om de verdenking van staatssteun in de vorm van buitensporige subsidiëring weg te nemen. Het onderzoek resulteerde in een veto van de EU in januari 2008, wat betekende dat de Unie het stadion alleen tegen de volledige aankoopprijs kon verwerven.
Vervolgens waren er verdere onderhandelingen tussen de club en de staat Berlijn over hoe de staat, als eigenaar van het stadion, de voortzetting van wedstrijdactiviteiten in de Alte Försterei kon garanderen in het geval van kwalificatie voor de nieuw opgerichte derde of - in het geval van promotie - de tweede Bundesliga, omdat het stadion op dat moment niet voldeed aan de eisen van de DFL. De club dreigde voor het seizoen 2008/2009 kortstondig te verhuizen naar het Jahnsportpark of het Olympiastadion, zonder dat de Alte Försterei was gemoderniseerd. De fans mobiliseerden zich toen opnieuw onder de slogan proAF en trokken de aandacht met verschillende campagnes. Ze kregen ook steun van andere fanclubs. In april 2008 kreeg 1. FC Union eindelijk groen licht van politici om na het einde van het seizoen 2007/08 met de noodzakelijke bouwwerkzaamheden te beginnen. De club kreeg ook een 99-jarige erfpachtovereenkomst voor het stadion, maar het was niet de club zelf die de exploitant van de faciliteit werd, maar “An der Alten Försterei” Stadionbetriebs GmbH & Co. KG.

### Renovatie en uitbreiding
De renovatie begon op 2 juni 2008 en zou oorspronkelijk drie maanden duren. Door vertragingen in de bouw werd de voltooiingsdatum echter meerdere keren naar een latere datum verschoven en zou uiteindelijk 13 maanden aanslepen. 
Op 8 juli 2009 werd het stadion ingehuldigd met een vriendschappelijke wedstrijd tegen Hertha BSC (eindstand 3:5) na 13 maanden bouwen, waarin ongeveer 2.000 vrijwilligers bijna 140.000 uur onbetaald werk staken. Tijdens de bouwfase werden niet alleen de dakconstructie en het veldverwarmingssysteem gebouwd, maar werden ook de sta-terrassen en veel van de omliggende functionele gebouwen evenals de balustrades en hekken gerenoveerd. Om aan de door de DFL vereiste zitcapaciteit (3.000 plaatsen) te voldoen, werden in 2010 tijdelijke klapstoelen geïnstalleerd in het staangedeelte van het “bufferblok” (de scheidingszone tussen thuis- en uitfans). Dit resulteerde in een capaciteit van 18.432 toeschouwers (15.414 staand en 3.018 zittend).
De tweede bouwfase begon in mei 2012 met de ontmanteling van de hoofdtribune. De eerste steen voor de nieuwe tribune werd een maand later gelegd. Deze bouwfase zou oorspronkelijk in 2010 beginnen, maar werd uitgesteld om alle financiering rond te krijgen. De hoofdtribune zal plaats bieden aan in totaal 3.557 toeschouwers en ook dienst doen als functioneel gebouw met cabines voor de spelers en scheidsrechters en ruimtes voor Stadionbetriebs AG, de professionele spelersafdeling en het beveiligingspersoneel.
De nieuwe tribune zou ongeveer €15 miljoen kosten, waarvan €2 miljoen van 1. FC Union Berlin, €3 miljoen van de stadionexploitatiemaatschappij, €3 miljoen van sponsor UFA Sports en €7 miljoen van sponsor DKB. Een oorspronkelijk geplande subsidie van de staat Berlijn werd niet gebruikt en zou in plaats daarvan worden gebruikt voor de bouw van het nieuwe jeugdopleidingscentrum.
Een deel van de financiering werd mogelijk gemaakt door het zogenaamde “Alte-Försterei aandeel”. In de periode van 1 tot 31 december 2011 konden clubleden aandelen verwerven in de exploitatiemaatschappij van het stadion, die eerder was omgezet in een naamloze vennootschap. In totaal werden 5.473 aandelen ter waarde van EUR 2.736.500 verworven, wat neerkomt op een belang van ongeveer 44 procent in Stadionbetriebs AG (1. FC Union Berlin heeft ongeveer 55 procent in handen).
De kosten voor de gehele renovatie werden oorspronkelijk geschat op ongeveer 17 miljoen euro en zouden zo worden verdeeld dat 3,2 miljoen euro zou worden opgebracht door de staat Berlijn, 1,8 miljoen euro door de club en de resterende 12 miljoen euro door geleend kapitaal.
In de zomer van 2016 kreeg de Försterei een nieuw videoscorebord. Het is negen meter breed en vijf meter hoog, heeft een oppervlakte van 45 m² en weegt 1,4 ton. Nu de club een stabiele tweedeklasser was en ambitie had om te promoveren naar de Bundesliga kwamen er in 2017 plannen om het stadion uit te breiden.
In 2020, de 100e verjaardag van het stadion, zou de locatie worden uitgebreid van 22.012 naar 36.978 zitplaatsen voor een bedrag van 38 miljoen euro. Het aantal zitplaatsen moest worden verhoogd van 3.617 naar 8.286 en het aantal staanplaatsen van 18.395 naar 28.692. Om dit te bereiken zouden drie van de vier tribunes een tweede verdieping krijgen. De bouw zou in het voorjaar van 2019 moeten beginnen. De bouw van het clubhuis zou een jaar eerder beginnen, in het voorjaar van 2018. Dit omvat een fancentrum, een fancafé met dakterras, een wapenarsenaal en kantoren. 
Na de promotie naar de Bundesliga in 2019 heeft de club de geplande uitbreiding van de Alte Försterei echter uitgesteld. Begin maart 2019 gaf het bestuur van de senaat aan de club tot de zomer geen bouwvergunning te willen geven. Er zullen kleine aanpassingen moeten worden gedaan voor de eerste divisie, maar deze zullen geen invloed hebben op de capaciteit. De DFL schrijft een capaciteit van 8.000 zitplaatsen voor een stadion in de eerste divisie voor. De thuisbasis van Union biedt momenteel iets meer dan 3.600 zitplaatsen. Omdat de uitbreiding al gepland is, kreeg Union een speciale licentie.
Omdat er veel staanplaatsen zijn, voldoet het stadion niet aan de UEFA-regels voor internationale wedstrijden. 1. FC Union Berlin moest haar thuiswedstrijden in de UEFA Europa Conference League 2021/22 in het Olympiastadion van de stad spelen. Vanwege de proefafschaffing door de UEFA van het verbod op staanplaatsen voor Europa Cup-wedstrijden in het seizoen 2022/23, mocht Union Berlin haar thuiswedstrijden in de UEFA Europa League 2022/23 echter in de Alte Försterei spelen.
Tijdens de algemene vergadering van 1. FC Union Berlin in november 2022 werd aangekondigd dat de Alte Försterei vanaf de zomer van 2024 zou worden uitgebreid, op voorwaarde dat er geen verdere bezwaren tegen de plannen zijn of factoren zoals de ontwikkeling van de bouwmateriaalprijzen het project vertragen. Naar verwachting zal het stadion na de renovatie plaats bieden aan ongeveer 37.700 toeschouwers. Alle tribunes behalve de hoofdtribune zullen hiervoor worden gesloopt. De club heeft ook de locatie van het stadion gekocht van de Berlijnse senaat, wat betekent dat de club eigenaar is van zowel het stadion als de grond.
Er moet echter een verkeersconcept worden ontwikkeld voor het grotere aantal toeschouwers na de uitbreiding, dat oorspronkelijk in september 2022 zou worden gepresenteerd. In januari 2023 was het nog niet ingediend bij het verantwoordelijke senaatsbestuur.
Hoewel er tijdens de algemene vergadering in oktober 2023 gezonde clubfinanciën en algemene voorwaarden werden gepresenteerd, werden de plannen voor de stadionrenovatie opnieuw uitgesteld. De club zou in 2024/25 verhuizen, maar dit zal uiteindelijk 2026/27 worden. De club zal dan in het Olympiastadion spelen. 
Het vrouwenteam van Union Berlin verhuisde voor het seizoen 2024/25 naar het stadion An der Alte Försterei na hun promotie naar de 2. Bundesliga. In het vorige seizoen hadden ze daar al hun regionale competitiewedstrijd tegen Hertha BSC en hun thuiswedstrijd in de promotieronde tegen SV Henstedt-Ulzburg gespeeld, de laatste voor 18.045 toeschouwers.
Allianz Arena (FC Bayern München) ·
BayArena (Bayer Leverkusen) ·
Borussia-Park (Borussia Mönchengladbach) ·
Deutsche Bank Park (Eintracht Frankfurt) ·
Europa-Park Stadion (SC Freiburg) ·
Holstein-Stadion (Holstein Kiel) ·
Mewa Arena (1. FSV Mainz 05) ·
MHPArena (VfB Stuttgart) ·
Millerntor-Stadion (FC St. Pauli) ·
Red Bull Arena (Leipzig) (RB Leipzig) ·
Rhein-Neckar-Arena (TSG 1899 Hoffenheim) ·
Signal Iduna Park (Borussia Dortmund) ·
Alte Försterei (1. FC Union Berlin) ·
Volkswagen-Arena (VfL Wolfsburg) ·
Voith-Arena (1. FC Heidenheim 1846) ·
Vonovia Ruhrstadion (VfL Bochum) ·
Weserstadion (Werder Bremen) ·
WWK ARENA (FC Augsburg)
Donaustadion (SSV Ulm 1846) ·
Eintracht-Stadion (Eintracht Braunschweig) ·
Fritz-Walter-Stadion (1. FC Kaiserslautern) ·
Heinz-von-Heiden-Arena (Hannover 96) ·
Home Deluxe Arena (SC Paderborn 07) ·
Jahnstadion Regensburg (Jahn Regensburg) ·
Max-Morlock-Stadion (1. FC Nürnberg) ·
MDCC-Arena (1. FC Magdeburg) ·
Merkur Spiel-Arena (Fortuna Düsseldorf) ·
Olympiastadion (Hertha BSC) ·
Preußenstadion (SC Preußen Münster) ·
RheinEnergieStadion (1. FC Köln) ·
Sportpark Ronhof (SpVgg Greuther Fürth) ·
Stadion am Böllenfalltor (SV Darmstadt 98) ·
Ursapharm-Arena an der Kaiserlinde (SV Elversberg) ·
Veltins-Arena (Schalke 04) ·
Volksparkstadion (HSV) ·
Wildparkstadion (Karlsruher SC)
Audi-Sportpark (FC Ingolstadt 04) ·
Brita-Arena (SV Wehen Wiesbaden) ·
Carl-Benz-Stadion (SV Waldhof Mannheim) ·
DDV-Stadion (Dynamo Dresden) ·
Erzgebirgsstadion (FC Erzgebirge Aue) ·
Hardtwaldstadion (SV Sandhausen) ·
LEAG Energie Stadion (Energie Cottbus) ·
Ludwigsparkstadion (1. FC Saarbrücken) ·
Ostseestadion (Hansa Rostock) ·
SchücoArena (DSC Arminia Bielefeld) ·
Sportclub Arena (SC Verl) ·
Sportpark Höhenberg (FC Viktoria Köln 1904) ·
Sportpark Unterhaching (SpVgg Unterhaching) ·
Stadion an der Bremer Brücke (VfL Osnabrück) ·
Stadion an der Hafenstraße (Rot-Weiss Essen) ·
Stadion Rote Erde (Borussia Dortmund II) ·
Städtisches Stadion an der Grünwalder Straße (TSV 1860 München) ·
Tivoli (Alemannia Aachen) ·
WIRmachenDRUCK Arena (VfB Stuttgart II)